# Freddie Figgers
Freddie Figgers là một lập trình viên, nhà phát minh, và một doanh nhân người Mỹ gốc Phi. Ông là người sáng lập công ty truyền thông Figgers và có 4 bằng sáng chế mang tên ông.

## Tiểu sử
Figgers sống ở Coral Gates nhưng được sinh ở Quincy, Florida vào 26/9/1989. Freddie khi mới sinh đã bị mẹ đẻ của ông vứt ở bãi rác. Cặp vợ chồng Nathan và Betty Figgers sau đó đã nuôi dưỡng ông. Để giúp bố ông sống với bệnh Alzheimer, Freddie đã tạo một đôi giày với 1 thiết bị theo dõi GPS với liên lạc hai chiều.  Khi ông 15 tuổi, Freddie đã bắt đầu với một công ty dịch vụ điện toán đám mây. Ở tuổi 16, Freddie đã thành lập công ty  Figgers Communication của ông. Đến lúc 24 tuổi,  ông đã có 80 chương trình phần mềm tùy chỉnh được xây dựng, thiết kế và thực hành.
Freddie có 4 bằng sáng chế, bao gồm Figgers F1 Phone. Figgers cũng có một chứng chỉ dải quang phổ từ FCC. Figgers tham gia vào cộng đồng Florida của ông bằng cách tài trợ cho các chương trình thanh thiếu niên, thanh toán hóa đơn cho người già và giúp bảo lãnh cho những ngôi nhà trong diện tịch thu tài sản, cũng như tặng học bổng đại học tới học sinh năm cuối trường Trung học.